# Meunasah Rayeuk (Jaya)
Meunasah Rayeuk is een bestuurslaag in het regentschap Aceh Jaya van de provincie Atjeh, Indonesië. Meunasah Rayeuk telt 247 inwoners (volkstelling 2010).